# Comostolopsis mirabiliaria
Comostolopsis mirabiliaria là một loài bướm đêm trong họ Geometridae.